# Old Botany

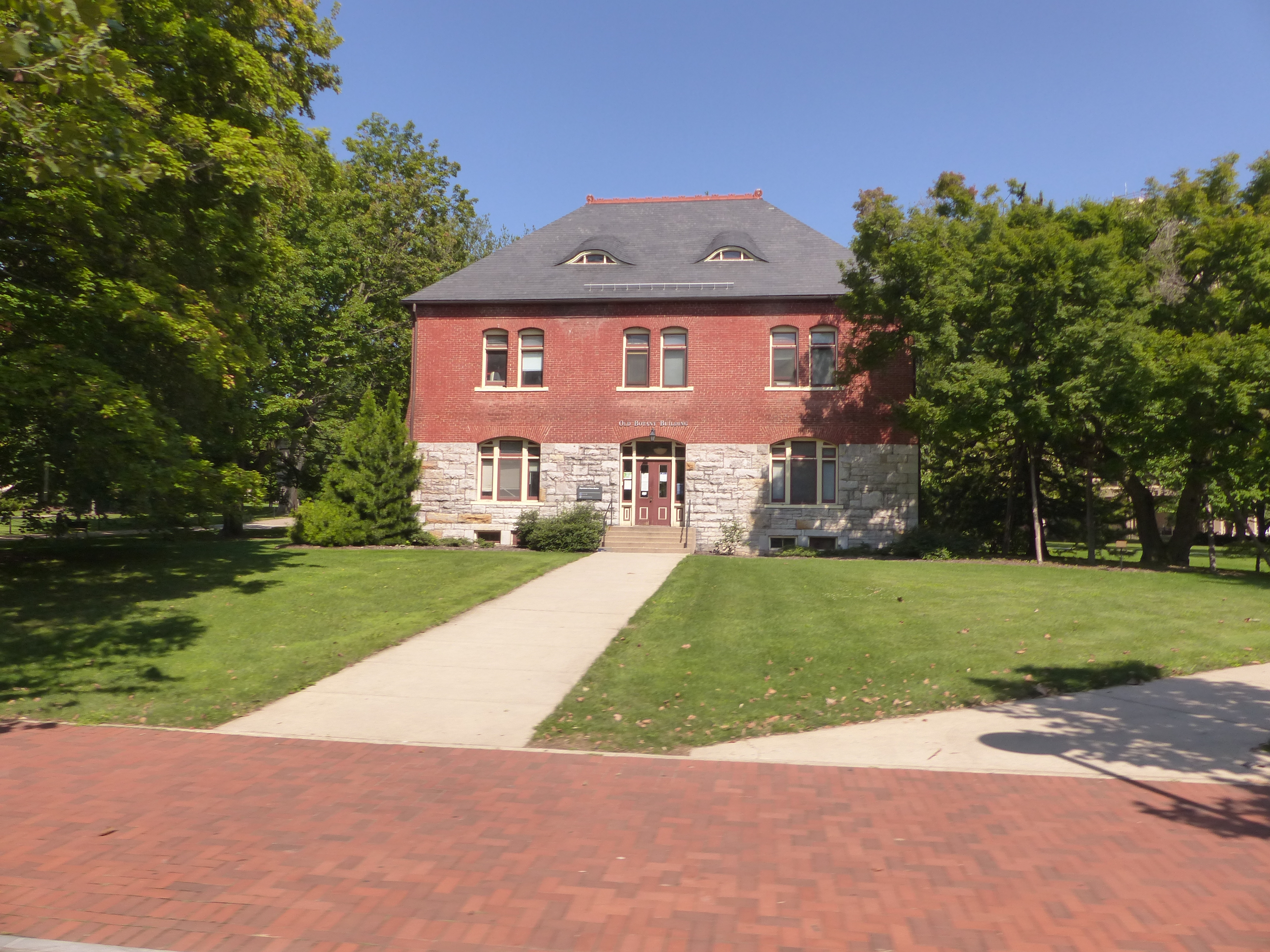
Die Old Botany im Juli 2017.

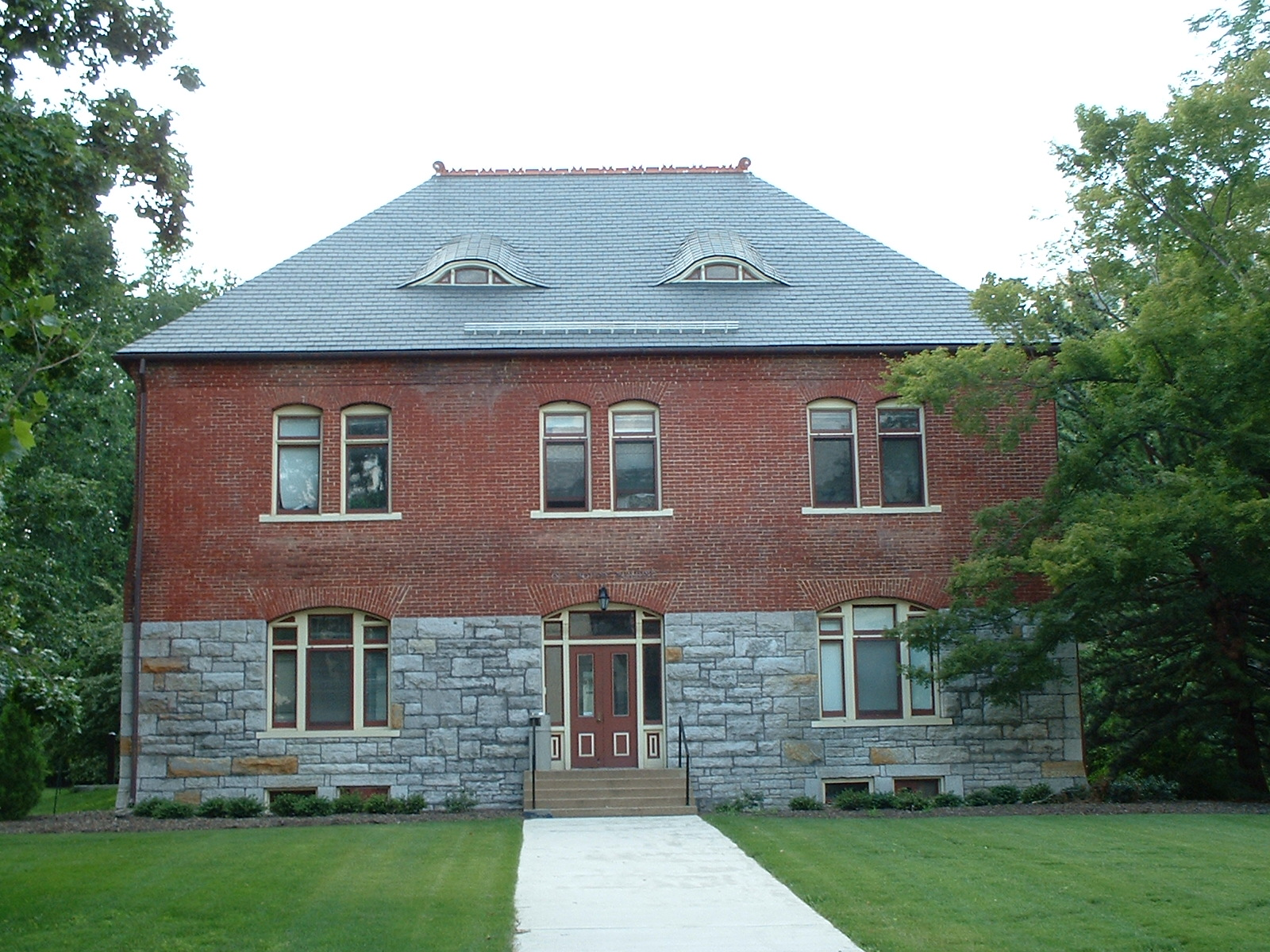
Die Old Botany im Juli 2006.

Die Old Botany (de.: Alte Botanik) ist ein Gebäude der Pennsylvania State University in der Stadt State College im US-Bundesstaat Pennsylvania. Es handelt sich um eines der kleinsten Gebäude auf dem Campus und um das älteste, dessen äußeres Erscheinungsbild seit seiner Errichtung (1887/88) bislang nicht wesentlich verändert wurde. Heutzutage beherbergt es das Institut für Asienwissenschaften.

## Lage
In südlichen Bereich des Campus steht die Old Botany etwas rückgesetzt an der Pollock Road. Um das Gebäude herum befindet sich eine größere, baumbestandene Grünfläche – eine Seltenheit auf dem ansonsten dicht bebauten Campus. Auf der gegenüberliegenden Straßenseite steht im Südosten das Schwab Auditorium. Im Nordosten erhebt sich das Chandlee Laboratory, im Nordwesten das Burrowes Building und im Südwesten das Carnegie Building. Vor letzterem verläuft südwestlich der Old Botany noch die Pattee Mall – eine zentrale begrünte Querung des Universitätsgeländes.

## Architektur
Es handelt sich um ein vergleichsweise schlicht gehaltenes Gebäude. Des Öfteren wird es dem Stil der Richardsonian Romanesque zugeschrieben; dies ist jedoch hauptsächlich auf eine entsprechende Affinität des Architekten zurückzuführen. Tatsächlich fehlen der Old Botany diverse bauliche Charakteristika, die diesen Stil üblicherweise kennzeichnen. Das Gebäude mit einem Grundriss von 16,45 × 10,18 Metern verfügt über einen Keller, zwei Stockwerke und einen Dachboden und abzüglich des Treppenhauses über eine Nutzungsfläche von 670 Quadratmetern. Die Raumhöhe beträgt im Keller 1,9 Meter, im Erdgeschoss 3,68 Meter, im ersten Stockwerk 3,96 Meter sowie auf dem Dachboden niedrige 1,43 Meter. Dominierendes Merkmal der äußeren Gestaltung ist die horizontale Zweiteilung in ein unteres Band mit bossierten, rustizierten, hellgrauen Naturwerksteinen und ein oberes mit roten Ziegeln. Das Walmdach trägt jeweils zwei Fledermausgauben an den Längsseiten und der First wird auf ganzer Länge von einer dekorativen Terrakottaleiste bekrönt.
Die ursprüngliche Raumbelegung ist nicht mehr bekannt. In den 1930er Jahren – während der Nutzung durch das Institut für Zoologie – befanden sich im Keller zwei Lagerräume, die Sanitäranlagen sowie der Heizungsraum, im Erdgeschoss vier Büros, die Präparationswerkstatt sowie ein Prüfungsraum und im ersten Stockwerk sechs weitere Prüfungszimmer, ein zentraler Seminarraum, das zoologische Labor und ein weiterer Lagerraum. In den nachfolgenden Jahrzehnten änderte sich die Ausgestaltung der Innenräume mehrfach; heutzutage sind es ausschließlich Büros.

## Historie

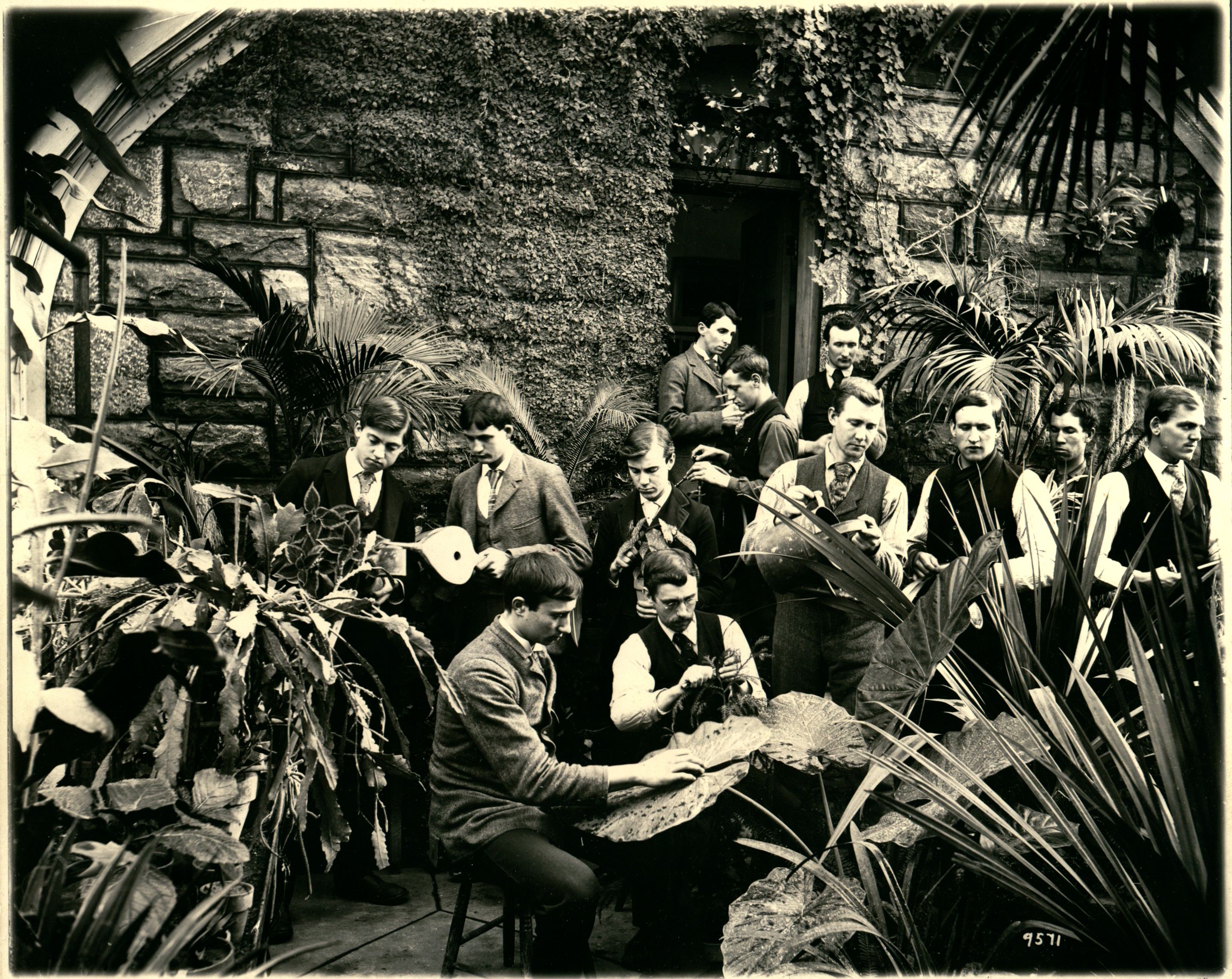
Botanikstudenten während einer praktischen Übung im Gewächshaus der Old Botany (Foto um 1890).

Die Errichtung der Old Botany wurde im Juni 1887 beschlossen, als die Verwaltungsgremien der Universität entschieden, die bundesstaatlichen Finanzmittel jenes Jahres für den ersten Fünfjahresbebauungsplan der Amtszeit des Präsidenten George W. Atherton zu verwenden. Als Architekten verpflichtete man den aus State College stammenden Frederick L. Olds, der bereits einige andere Bauten für die Universität entworfen hatte. Für die Bauarbeiten konnte man auf die Studentenschaft zurückgreifen, die in Bautrupps organisiert wurde. Zu jener Zeit waren Studenten verpflichtet, drei Stunden pro Tag körperlicher Arbeit zu widmen. Die Baukosten sind nicht mehr bekannt; im Jahr 1977 wurden sie auf unter 10.000 US-Dollar geschätzt. Ab Fertigstellung wurde das Gebäude als Hauptsitz des Institutes für Botanik genutzt. Es war bis etwa in halbe Höhe berankt. An der Südwest- und Nordwestseite schloss sich ein Gewächshaus an und eingebettet war die Old Botany in einen weitläufigen, geometrisch angelegten botanischen Garten. Dieser lag vor der südöstlichen Hauptfassade hin zur Pollock Road und erstreckte sich zusätzlich rückwärtig gen Nordwesten. Er ging zurück auf einen bereits 1861 von Studenten angelegten Garten (die Universität war anfangs eine rein agrarwissenschaftliche Hochschule). Ebenfalls nach Nordwesten verlief von der rückwärtigen Seite des Institutes für Botanik der sogenannte „Ghost Walk“ (de.: Geisterweg) – eine schmale Allee aus etwa 70 Fichten und Kiefern, die 1856 von William G. Waring angepflanzt worden waren und sich insbesondere bei Paaren zu einer beliebten Strecke für Spaziergänge entwickelte. Im Jahr 1896 fand im Gebäude die erste Sitzung des State College Borough Council statt, die dort anschließend bis 1898 monatlich abgehalten wurden.
Bereits ab etwa 1915 ergaben sich in dem Gebäude erste Platzprobleme sowohl für die Mitarbeiter als auch für die Studenten. Schließlich zog das Institut für Botanik 1929 nach 41 Jahren aus, da das kleine Haus die Anforderungen des stark angewachsenen Fachbereiches nicht mehr erfüllte. Nahezu zeitgleich wurden die Bäume des Ghost Walk gefällt. Das Universitätsbüro für physische Planung kam 1930 in einem Heft zu der Einschätzung, dass die Old Botany aufgrund der begrenzten Räumlichkeiten „praktisch nutzlos“ (en.: practically worthless) sei und abgerissen werden sollte. Dazu kam es jedoch nicht. Stattdessen zog im selben Jahr das Institut für Zoologie ein. Zum Ende der 1930er Jahre erfolgte die Auflösung beziehungsweise der Abriss des botanischen Gartens und des Gewächshauses. Bis 1940 wurde die Old Botany zoologisch genutzt und anschließend während des Zweiten Weltkrieges durch das Reserve Officer Training Corps. Nach Ende des Krieges richtete 1946 das Institut für Psychologie dort eine Bildungs- und Beratungseinrichtung für rückkehrende Veteranen ein und schon bald war das Gebäude umgangssprachlich als „Psychologie-Labor“ bekannt. Das Universitätskuratorium lehnte eine offizielle Namensänderung jedoch ab. Ab den 1950er Jahren diente die Old Botany verschiedenen Instituten und Fachbereichen mit Platzproblemen als Zusatzräumlichkeit, beispielsweise in den 1960er Jahren dem Institut für Musik.
Das kleine Gebäude überstand die fortgesetzte Erweiterung und Modernisierung des Campus und am 6. Januar 1962 erklärte das Universitätskuratorium es zu einem historischen Denkmal und schützte es so langfristig vor einem etwaigen Abriss. Im November 1999 wählten die Studenten des Abschlussjahrgangs 2000 ihr traditionelles Abschiedsgeschenk an die Universität (das sogenannte senior class gift). Man entschied sich mehrheitlich für eine originalgetreue Rekonstruktion des Gewächshauses der Old Botany am ursprünglichen Standort. Es sollte mit einer Solaranlage und einer sogenannten „Living Machine“ – einer speziellen Art der Pflanzenkläranlage – ausgestattet werden. Zwar zog im Sommer 2000 das Center for Sustainability (de.: Zentrum für Nachhaltigkeit), von dem diese Idee ausgegangen war, in das Gebäude, doch zu einer Umsetzung kam es nicht, da die bereits gesammelten 140.000 US-Dollar nicht zur Finanzierung der eigentlichen Pläne ausreichten. Seit mindestens 2014 beherbergt die Old Botany heutzutage (Stand: April 2022) das Institut für Asienwissenschaften. Zwischen August 2010 und Dezember 2014 war dort zusätzlich ein Konfuzius-Institut angesiedelt, ehe die Universität entschied, diese Kooperation zu beenden.

## Legende
Die Old Botany steht auch im Mittelpunkt einer von den Studenten der Pennsylvania State University weitergetragenen modernen Sage: Angeblich spukt im Gebäude der Geist von Frances Wright Darusmont Washburn (1836–1913), Ehefrau des langjährigen Universitätspräsidenten George W. Atherton (1837–1906). Sie soll sich im ersten Stockwerk oder auf dem Dachboden bewegen und von dort das Grab ihres Ehemannes beobachten, das sich vor dem Schwab Auditorium direkt gegenüber der Old Botany befindet.